# Лефранк, Жак
Жак Лефранк (фр. Jacques Lefranc; 1750—1809) — французский военный деятель, бригадный генерал (1803 год), участник революционных и наполеоновских войн.

## Биография
Родился в семье Жана Лефранка (фр. Jean Lefranc) и Катерины Лапер (фр. Catherine Lapeyre). Жак выбрал военную стезю, и 29 февраля 1769 года поступил простым солдатом в Беарнский пехотный полк, прослужив в нём до ноября 1775 года. 13 мая 1776 года присоединился к полку Дофина, и с июня служил в гренадерской роте. Принимал участие в 1782 году в борьбе против Женевы. В мае 1784 года стал аджюданом, а с июля 1786 года знаменосцем полка. В июле 1787 года он стал младшим лейтенантом гренадеров, поэтому к началу Французской революции у него уже была богатая военная карьера.
После революции он перевёлся в Национальную гвардию в звании лейтенанта. 15 января 1793 года был произведён в подполковники, и возглавил 3-й батальон волонтёров Ланд. Уже 21 октября 1793 года дослужился до звания полковника, и был назначен командиром 40-й полубригады линейной пехоты. Служил в армии Восточных Пиренеев. Он отличился при Иттариетте, в Бердарице 1 июня и с 24 по 29 июля 1794 года в битве в долине Бастана, захватив эту долину. 14 апреля 1794 года был произведён в бригадные генералы, но Лефранк отказался от данного звания.
Затем служил в Западной армии. 18 октября 1796 года возглавил 27-ю полубригаду линейной пехоты. Принимал участие в неудачной экспедиции в Ирландию.
В 1800 году был переведён в дивизию Ришпанса Рейнской армии генерала Моро. Он принимал участие в битве при Эрбаха, в битве при Гогенлиндене, где особенно отличился, и в битве при Ламбахе. 6 марта 1801 года был награждён Первым консулом почётной саблей за Гогенлинден. 27 марта 1802 года стал депутатом Законодательного собрания от департамента Ланды.
24 марта 1803 года получил звание бригадного генерала. С 28 ноября 1803 года служил в Северной армии. 30 сентября 1806 годы исполнял функции коменданта Форкхайма. 2 ноября был вызван в расположение Великой Армии, и с 6 ноября 1806 года по 12 января 1807 года возглавлял бригаду в пехотной дивизии Дежардена 7-го армейского корпуса. 26 декабря был ранен при Голымине. 21 января 1807 года получил разрешение вернуться во Францию на излечение.
6 ноября 1807 года был включён в состав 2-го наблюдательного корпуса берегов Океана, и возглавил 1-ю бригаду 2-й пехотной дивизии. В 1808 году принял участие в Испанской кампании, захватил арсенал Мадрида; вместе с корпусом генерала Дюпона капитулировал при Байлене 21 июля 1808 года. В качестве военнопленного был отправлен в Малагу, содержался в тяжёлых условиях, и вскоре умер от чумы 5 ноября 1809 года.

## Воинские звания
- Капрал (май 1777 года);
- Сержант (май 1780 года);
- Младший лейтенант (июль 1787 года);
- Лейтенант (1789 год);
- Подполковник (15 января 1793 года);
- Полковник (21 октября 1793 года);
- Бригадный генерал (24 марта 1803 года).

## Награды
- Почётная сабля (6 марта 1801 года)

 Легионер ордена Почётного легиона (11 декабря 1803 года)
 Коммандан ордена Почётного легиона (14 июня 1804 года)